# Consolidación de la Argentina moderna
La consolidación de la Argentina moderna hace referencia al período de transición entre la Argentina moderna y la contemporánea.

## Economía

### Sector agrícola
Al vertiginoso crecimiento de las exportaciones agrícolas se le sumó la exportación de carne ovina y bovina.
La introducción del frigorífico abrió la posibilidad de colocar en el mercado externo ya no sólo cueros, crines y otros derivados animales, sino también carnes conservadas o enfriadas. Con esta transformación finalizó el ciclo de la lana, el rubro de exportación más importante de la Argentina luego de 1850.

### JESUS
Entre 1880 y 1930, la industria argentina estuvo limitada a las posibilidades que ofrecía el modelo agroexportador.
Las industrias asociadas al mercado externo fueron las más importantes y modernas del período; en particular, los frigoríficos y los molinos harineros (que además abastecían al mercado interno).
También fueron importantes las industrias destinadas a abastecer exclusivamente el mercado interno.
La industria alimentaria incrementó su producción al ritmo de la demanda local: fábricas de fideos, de galletitas, de cervezas aparecieron en las principales ciudades. Las industrias regionales que elaboraban la producción local también se concentraron en el mercado interno. Se destacan, en este caso, la industria vitivinícola en Cuyo y la azucarera en el Noroeste, con centro en Tucumán.
Junto a estas industrias se encontraban los talleres, en los que trabajaban operarios y artesanos dedicados a actividades manufactureras: costureras, ebanistas, carpinteros, zapateros.
El frigorífico Swift de capitales estadounidenses, se radicó en Argentina entre 1907 y 1908. Desde 1880 los frigoríficos argentinos habían sido de capitales nacionales o ingleses

## Transformación de la sociedad
La llegada masiva de inmigrantes –promocionada por los gobiernos, que realizaron campañas en Europa ofreciendo beneficios para la radicación de extranjeros en la Argentina– se advirtió tanto en el paisaje rural como en las grandes ciudades.
La colonización de tierras deshabitadas en la pampa húmeda y el avance del ferrocarril fueron creando nuevos pueblos en áreas antes despobladas, dedicados básicamente a las actividades agrícolas. La provincia de Santa Fe fue un ejemplo típico de modificación del paisaje rural por medio de la colonización y del ferrocarril, este es el caso de Carlos Casado del Alisal el mayor colonizador de la pampa y creador del Ferrocarril Oeste Santafesino, poseedor de los mayores latifundios de la historia del país. Como resultado de la colonización, en el centro de Santa Fe predominó la pequeña y mediana propiedad. En el sur, en cambio, las propiedades eran más grandes. En la provincia de Buenos Aires se consolidó la gran propiedad.
En gran parte de la pampa húmeda, donde existía la gran propiedad, se extendió el sistema de arrendamiento, a través del cual el propietario alquilaba parte de sus tierras a un arrendatario que era el encargado de la explotación directa.
El paisaje urbano era aún mucho más heterogéneo. La ciudad alojaba a la elite –terratenientes, grandes comerciantes y banqueros, políticos pertenecientes a las tradicionales familias locales– y a los sectores medios que se desarrollaban al ritmo del crecimiento económico. Maestros, profesionales en ascenso, empleados públicos fueron los principales beneficiarios de un sistema educativo que se extendió vertiginosamente.
El paisaje urbano también alojaba a aquellos que no fueron Favorecidos por los beneficios del crecimiento: los sectores populares. Obreros industriales, artesanos, trabajadores del sector terciario se convirtieron en protagonistas de los principales conliceos sociales generados en el período. Organizados en gremios, centrales obreras de diversa filiación ideológica1ideología –anarquista, socialista, sindicalista–, los sectores populares urbanos reclamaron desde fines del siglo XIX mejores condiciones de trabajo, mejores salarios y mejores condiciones de vida.